# Félix Chemla Lamèch
Félix Chemla Lamèch (Ariana (Tunisia), 1894 – 1962) è stato un astronomo e meteorologo francese.
Studiò meteorologia presso l’Università di Atene. Costruì   un Osservatorio a Corfù nel 1927 e contribuì alla costruzione di osservatori in Francia, Africa e Sud America.  Realizzò diverse mappe della Luna e pubblicò numerosi articoli di carattere astronomico.
A Félix Chemla Lamèch la UAI ha intitolato il cratere lunare Lamèch.